# Liste de locutions latines commençant par D
Aller à l'index de locutions latines
Da mihi factum, dabo tibi ius« Dis-moi les faits, je te dirai le droit. » Principe de droit romain : les faits doivent être exposés au juge pour que celui-ci puisse dire le droit.
Damnant quod non intelligunt« Ils condamnent ce qu'ils ne comprennent pas. » ou  « Ils condamnent parce qu'ils ne comprennent pas. » (« Quod » est ici ambigu.) Voir aussi Condemnant quod non intellegunt.
Damnatio memoriae« Proscription de la mémoire. » Arrêt formulé par le Sénat de Rome en considération duquel certains citoyens disgraciés (en particulier d'anciens empereurs) étaient supposés n'avoir jamais existé.
Damnum absque injuria« Dommage sans intention. » En droit romain, personne n'est responsable d'un dommage causé sans intention. Toutefois, ce principe n'exonère pas les dommages dus à la négligence ou à la folie.
Dat veniam corvis, vexat censura columbas« La censure pardonne aux corbeaux et poursuit les colombes. » Juvénal, Satires, 2, 63. Formule incompréhensible hors contexte ; voir ici.
Data veniaLittéralement « Excuses étant données », c'est-à-dire « Sauf votre respect » ou « Excusez-moi ». Utilisé avant d'exprimer son désaccord avec un contradicteur.
Davus sum, non Œdipus« Je suis Davus, pas Œdipe. », c'est-à-dire « Je ne suis pas sorcier ; je n'ai pas de pouvoirs surnaturels. »  Davus est un nom commun d'esclave dans les comédies.
De commodo et incommodoLittéralement « Sur les avantages et les inconvénients ». Dans le cas d'un projet d'implantation d'un ouvrage (pylone électrique, voie ferrée, usine, etc), il est procédé à une enquête De commodo et incommodo destinée à juger des avantages et inconvénients du projet.
De dicto« Ce qui est dit. » En logique, on distingue les propositions de re (concernant la chose) et les propositions de dicto (sur les assertions concernant la chose). Voir De dicto et de re. Voir aussi De re.
De facto« De fait ; dans les faits. » Exprime l'idée de contingence : le PDG étant souffrant, le sous-directeur de l'usine en est de facto le dirigeant. Voir De jure.
De gustibus coloribusque non disputandum« On ne discute pas des goûts et des couleurs. »  Les discussions sur les préférences et les goûts personnels ne mènent à rien.
De integro« Encore ; de nouveau ; une seconde fois. »
De internis non judicat praetor« Le juge ne doit pas condamner pour de simples pensées. » Adage juridique. Voir Cogitationis poenam nemo patitur.
De jure« De droit ; par le droit ; par la loi. »  Exprime l'idée d'impératif légal, parfois d'impératif nécessaire. Souvent opposé à de facto. Charles III, roi du Canada, est chef d'État du Canada de jure ; le gouverneur général du Canada est chef de l'État de facto.
De jure uxoris« Par le droit de la femme. »  Terme de droit romain et médiéval utilisé pour désigner un titre, une possession acquise par un homme simplement par mariage avec une femme qui en était détentrice. En droit romain et médiéval, la femme n'a pas d'existence juridique. Lorsqu'elle dispose ou hérite de titres ou possessions, ceux-ci deviennent ipso facto la propriété de son époux.
De lege ferenda« Selon la loi souhaitable ». Adage juridique précédant souvent des conclusions au conditionnel exprimant ce qui serait « idéalement juste », par exemple  « réparations qui auraient été appropriées bien qu'elles ne soient pas prévues au contrat… » Elle s'oppose à la locution De lege lata : « Selon la loi en vigueur ».
De lege lata« Selon la loi en vigueur ». Adage juridique précédant les conclusions résultant de la loi  en vigueur, même si les juges expriment leur avis subjectif selon la "loi idéale" suivant l'expression de lege ferenda. L'expression de lege lara s'oppose à la locution de lege ferenda.
De minimis non curat lex« La loi ne s'occupe pas de petites choses. » Axiome que l'on cite pour signifier qu'un homme qui a de hautes responsabilités n'a pas a s'occuper de vétilles. Une affaire doit avoir une certaine importance pour être soumise au juge. Adage juridique. Voir De minimis non curat prætor.
De minimis non curat prætor« Le juge ne s'occupe pas de petites choses. » Pour un sens équivalent, voir Aquila non capit muscas.
De mortuis aut bene aut nihil« Des morts, on dit du bien ou on se tait. »
De mortuis nihil nisi bonumAbréviation de la formule de mortuis nihil nisi bonum [dicendum est], c'est-à-dire « Des morts, on ne doit parler qu'en bien. » Aphorisme latin d'origine grecque.
De nilo nilVoir Ex nihilo nihil fit.
De nobis fabula narratur« Cette histoire est la nôtre. » Faisait dans l'Antiquité référence à la chute de l'Empire romain. Utilisé aujourd'hui pour dire que la narration d'une histoire, d'un événement est une métaphore de notre propre histoire.
De non vigilantibus non curat prætor« Le juge n'a cure des insouciants. » Voir aussi De minimis non curat prætor.
De novo« Renouvelé ; rafraîchi ; recommençant. » Dans divers domaines qualifie un savoir, un procédé, un produit nouveau qui n'est pas une simple amélioration ou modification d'un savoir, d'un procédé, d'un produit existant. Voir aussi Ex novo.
De omni re scibili« De toutes les choses qu'on peut savoir. » Devise de Jean Pic de la Mirandole, qui, dans l'esprit de la Renaissance, croyait qu'il était possible de maîtriser l'ensemble des connaissances ; il composa un recueil de neuf cents thèses intitulé De omni re scibili qui synthétisait les thèses philosophiques et théologiques de son temps.  La formule De omni re scibili et quibusdam aliis (« De toutes les choses qu'on peut savoir et aussi de quelques autres. ») est de Voltaire pour se moquer de cette prétention à tout savoir.
De omnibus dubitandum« Doute de tout. » Maxime favorite de Karl Marx.
De profundis clamavi«Des profondeurs, je t'appelle. » Première ligne du psaume 129 (130), un chant de montée vers Jérusalem. Voir ici le texte. Exprime un appel désespéré. Formule maintes fois reprise, le plus souvent dans un contexte religieux mais pas uniquement : Josquin des Prés, Mozart, Baudelaire, Oscar Wilde… En musique, un « De Profundis » est une pièce exprimant un désespoir métaphysique.
De re« Sur la chose. » En logique, on distingue les propositions de re (concernant la chose) et les propositions de dicto (assertions concernant la chose). Voir De dicto et de re. Voir aussi De dicto.
De stercore Enii« Tiré du fumier d'Ennius. » Ennius est un ancien poète latin dont la rudesse et le manque d'élégance est compensé par la fermeté d'expression. Ovide, entre autres, a copié ou paraphrasé nombre de ses vers. Voltaire écrit que Racine, imitant Corneille, a tiré ses pépites du fumier d'Ennius.
De te fabula narratur« C'est de toi que parle ce récit. » Horace, Satires, 1, 64-79. Horace ayant peint l'avare et sa déraison, s'interrompt et dit à son interlocuteur : Quid rides ? mutato nomine, de te fabula narratur. « Tu ris ? change le nom, ce sera ton histoire. » Voir ici le texte d'Horace.
De viris« À propos des hommes. » Premiers mots du titre de l'ouvrage de Charles François Lhomond : De viris illustribus urbis Romae : "À propos des hommes illustres de la ville de Rome", lequel servit longtemps de manuel élémentaire de latin.
De visu« De ma propre vue ; pour l'avoir vu. »
Debellare superbos« Renverser les puissants. » Virgile, l’Énéide, 6, 852. Voir ici le contexte.
Decet imperatorem stantem mori« L'empereur doit mourir debout. » Dernières paroles de Vespasien rapportées par Suétone, Vie des douze Césars, Vie de Vespasien, 24, 2. Voir le texte de Suétone ici).
Decipimur specie recti« Nous sommes trompés par l'apparence du bien. » Horace, Art poétique, 25. C'est-à-dire par l'apparence du beau, du vrai, du grand.
Dei Gratia Regina« Reine par la Grâce de Dieu. » Voir Rex Dei Gratia.
Dei Gratia Rex« Roi par la Grâce de Dieu. » Voir Rex Dei Gratia.
Delectatio morosa« Délectation morose. » Dans la théologie chrétienne, pensées, rêves coupables, tels que la rumination d'images érotiques. Se distingue du désir sexuel proprement dit et suppose un “abandon volontaire et complaisant à des fantaisies coupables, sans tenter de les repousser”.
Delenda Carthago« Il faut détruire Carthage. » (Caton l'Ancien). Exprime une idée fixe : Caton l'Ancien était un citoyen romain conservateur qui se posait en défenseur des vertus romaines les plus radicales. Il terminait toujours ses harangues, quel qu'en soit le sujet, par “Il faut détruire Carthage”.
Delicta juventutis meæ« Les fautes de ma jeunesse. » Formule extraite du psaume 25, 7. Avec le même sens, la formule de la Vulgate est une peu différente : peccatores adulescentiae meae. Le psaume 25 supplie l'Éternel de pardonner les fautes de la jeunesse.
Deliriant isti Romani« Ils sont fous ces Romains. » Formule répétitive dans la bouche d'Obelix, compagnon d'Asterix, dans les albums éponymes de René Goscinny et Albert Uderzo.
Dente superbo« D'une dent dédaigneuse. » Horace, Satires, 2, 6, 87. Horace peint le tableau du rat des champs qui, recevant le rat des villes, honore celui-ci des mets qu'il peut offrir ; le rat des villes, méprisant, goûte à tout mais laisse tout tomber, d'une dent dédaigneuse. Voir ici le texte charmant d'Horace. L'image a été reprise par La Fontaine dans Le Héron (Fables, 7, 4) :
Après quelques moments l’appétit vint ; l’Oiseau

S’approchant du bord vit sur l’eau

Des Tanches qui sortaient du fond de ces demeures.

Le mets ne lui plut pas ; il s’attendait à mieux,

Et montrait un goût dédaigneux

Comme le Rat du bon Horace.
Deo gratias« Dieu merci. »
Deo juvante« Avec l'aide de Dieu. » Devise de Monaco.
Deo Optimo Maximo (D.O.M.)« Au très bon et très grand Dieu. » Dérivé de la formule païenne Iupiter Optimo Maximo « Jupiter, le meilleur et le plus grand ». Figure sur les bouteilles de Bénédictine.
Deo volente« Avec la volonté de Dieu. » Terminait souvent des serments ou des lettres, souhaitant que les volontés exprimées s'exaucent avec la volonté de Dieu. Voir aussi Inch Allah.
Desiderata« Choses désirées, dont on regrette l'absence. » A pris, dans l'emploi moderne, le sens plus fort  d’« exigences ».
Desinit in piscem mulier formosa superne« Un buste de femme qui finit en poisson. » Horace, Art poétique, 4. L'œuvre d'art, selon Horace, ne saurait être composée de membres incohérents ; elle est soumise à la loi de l'unité du sujet et de l'harmonie des parties. Voir ici le texte d'Horace.
Desipere est juris gentium« Extravaguer est un droit des gens. » Terme de droit romain. Bien utilisé, ce principe peut servir d'artifice rhétorique ; voir L'Art d'avoir toujours raison d'Arthur Schopenhauer.
Desipere in loco« Oublier quelquefois la sagesse. » Horace, Odes, 4, 12, 28 enseigne à Virgile qu'il est bon, quelquefois, d'oublier la sagesse.
Deus dedit, deus abstulit, sit nomen domini benedictum« L'Éternel a donné et l'Éternel a ôté ; que le nom de l'Éternel soit béni. » Bible, Livre de Job, 1, 21. Job, sur son tas de fumier proclame sa foi en l'Éternel. Texte complet du verset 21 (traduction Louis Segond, 1910) :
Je suis sorti nu du sein de ma mère,

et nu je retournerai dans le sein de la terre.

L'Éternel a donné et l'Éternel a ôté ;

Que le nom de l'Éternel soit béni.
Deus ex machina« Dieu sorti de la machine. » Formule de latin moderne décrivant les apparitions sur le théâtre, grâce à d'ingénieuses et coûteuses machineries, de dieux ou de déesses qui, à la fin des pièces à grand spectacle, dénouaient merveilleusement les intrigues les plus embrouillées. Par analogie, toute personne, tout événement dont l'intervention inattendue permet de résoudre une situation inextricable.
Deus caritas est« Dieu est amour. » Première encyclique du pape Benoît XVI.
Deus sive Natura« Dieu ou  la Nature. » Expression créée par Baruch Spinoza.
Deus vult« Dieu le veut. » Cri de ralliement des Croisés.
Di meliora piis« Dieux, donnez un meilleur sort aux hommes pieux. » Virgile, Géorgiques, 3, 513. Dans un passage célèbre, Virgile décrit les effets de la peste. On lira ici l'extrait du texte de Virgile d'où provient cette citation.
Diem perdidiVoir Amici, diem perdidi.
Dies iræ« Jours de colère. » Séquence de la messe des morts (Requiem). Voir ici le texte du « Dies iræ ». Désigne aussi une pièce musicale animée, partie d'un Requiem. Les Dies iræ les plus connus sont ceux de Mozart et de Verdi.
Difficiles nugae« Bagatelles laborieuses. » Abréviation de la formule Turpe est difficiles habere nugas « Il est honteux de s'appliquer laborieusement à des niaiseries ». Cathédrales en allumettes et châteaux de cartes : dans son épigramme II, Martial se gausse (voir ici) de ces tours de force patients, obstinés et inutiles.
Dignus est intrare« Il est digne d'entrer. » Formule empruntée à la cérémonie burlesque du Malade imaginaire de Molière et qui s'emploie toujours par plaisanterie quand il s'agit d'admettre quelqu'un dans une corporation ou une société.
Dilige, et quod vis fac« Aime et fais ce que tu veux. » Augustin d'Hippone, Iohannis Epistulam ad Parthos tractatus decem., 8, VIIe Homélie sur la première épître de Jean. Voir ici le texte latin et sa traduction. Augustin a prononcé cette célèbre formule dans l'homélie prêchée aux nouveaux baptisés et aux fidèles d’Hippone, le matin du samedi de Pâques 407. Augustin y proclame le primat de la charité qui doit se trouver à la racine de tout acte chrétien ; mais il ajoute aussitôt une précision des plus importantes pour la pratique : cette charité peut inspirer au cœur du fidèle des comportements aussi différents que la miséricorde ou la sévérité, le silence ou la protestation, la correction ou l’indulgence qui, tous cependant, doivent être commandés par l’amour véritable du prochain, tenant compte, chaque fois, des personnes, des situations et des moments.
Dis aliter visum« Les Dieux en ont ordonné autrement. » Virgile, l’Énéide, 2, 428. Exprime un profond pessimisme sur le destin des hommes. En français, entre autres : "ce sont les meilleurs qui partent les premiers". Voir ici le texte de Virgile.
Dis manibus sacrum (D.M.S.)« Aux mânes sacrées de… » Formule romaine pour « À la mémoire de… » Sur les sépultures romaines, on lit en tête les abréviations "D.M." ou "D.M.S.", suivi, souvent en abrégé, du nom du défunt. La formule D.M./D.M.S. est parfois précédée, sur les sépultures anciennes, de l'abréviation "H.S.E." hic situs est « ici repose ».
Disjecta membra« Membres dispersés. » Paraphrase sur la formule d'Horace (Satires, 1, 4, 62) : Disjecti membra poetæ « Les membres du poète dispersés. » Voir ici le contexte.
Distinguo« Je distingue. » Terme scolastique que l'on emploie aujourd'hui pour se moquer de raisonnements où les distinctions entre cas sont si subtiles qu'elles en deviennent absurdes.
Divide et impera« Diviser pour régner. » (Variante : Divide ut imperes). La maxime, formulée avec rigueur par Machiavel, avait déjà été largement mise en pratique par Rome. C'est un des fondements élémentaires de la stratégie. Formalisée, elle constitue un principe majeur en mathématiques appliquées et en algorithmique.
Dixi« J'ai dit. » Concluait habituellement un argumentaire ou une démonstration. Signifiait que l'interlocuteur avait complètement développé son point de vue.
Dixit« Il a dit. » Après une citation, indication, souvent entre parenthèses ou en italique, que les termes rapportés sont authentiques, sans intervention ni modification de celui qui les rapporte. Voir aussi Ad pedem litteræ. Voir aussi Sic.
Do ut des« Je donne pour que tu donnes. » Expression accompagnant les sacrifices, ex-voto, mortifications, etc., espérant que la divinité invoquée réponde par un don. En droit, échange ou donation réciproque.
Docendo discitur« On apprend en enseignant. » Attribué (surement de façon impropre) à Sénèque[réf. nécessaire].
Doctus cum libro« Savant avec le livre. » L'expression se dit de ceux qui étalent un savoir d'emprunt. Ceux qui incapables de penser par eux-mêmes étalent une science d’emprunt et puisent leurs idées dans les ouvrages des autres.
Dolus an virtus quis in hoste requirat ?« Ruse ou courage, qu'importe contre l'ennemi ? » Virgile, l’Énéide, 2, 390. Voir ici le texte.
Domine dirige nos« Guidez-nous, Seigneur. » La devise de la Cité de Londres.
Domine, salvam fac reginam« Seigneur, sauve la reine. » Expression employée au Royaume-Uni durant le règne d'un monarque de sexe féminin.
Domine, salvum fac regem« Seigneur, sauve le roi. » Motet qui servit à l'occasion à honorer le Roi de France. La monarchie française n'avait pas d'hymne dédié : le chant le plus courant en l'honneur du Roi était : "Vive Henri IV". Aussi utilisé au Royaume-Uni durant le règne d'un monarque mâle.
Dominus vobiscum« Le Seigneur soit avec vous. » Dans le rite de la messe catholique, salut donné par le célébrant à l'assemblée des fidèles. Celle-ci répond : ...et cum Spiritu tuo. «...et avec ton Esprit. »
Domus accipere debemus, non proprietatem domus, sed domicilium« Par domicile on entend, non pas la maison dont on est propriétaire, mais le bâtiment où l’on habite. » Adage juridique.
Dona nobis pacem« [Seigneur], donne-nous la paix. » Formule souvent mise en musique, soit seule, soit conjointement à l'Agnus Dei.
Donec eris felix, multos numerabis amicos« Tant que tu seras heureux, tu compteras beaucoup d'amis. » Ovide, Tristes, 1, 9, 5. Vers d'Ovide exilé par Auguste et abandonné de ses amis. On ajoute d'ordinaire le second vers : Tempora si fuerint nubila, solus eris : « Si le ciel se couvre de nuages, tu seras seul. » Cette réflexion convient à ceux qu'une foule d'amis entourent dans la prospérité et abandonnent dans le malheur.
Dramatis personae« Les masques du drame. » C'est-à-dire : « Distribution des rôles. »
Ducunt volentem fata, nolentem trahunt« Les destins conduisent celui qui se soumet à leurs arrêts ; ils entraînent celui qui résiste. » Sénèque, Lettres à Lucilius, 16, 107, 11. Voir ici le contexte. Exprime le point de vue stoïcien que le destin (fatum) est inexorable.
Dulce bellum inexpertis« La guerre est douce aux jeunes gens. » Érasme. Voir, en réponse : Bella matribus detestata.
Dulce et decorum est pro patria mori« Il est doux et beau de mourir pour la patrie. » Horace, Odes, 3, 2, 13. Vers d'Horace s'adressant aux jeunes Romains pour leur conseiller d'imiter les vertus de leurs ancêtres et en particulier leur courage guerrier.
Dulce et utile« Doux et utile. » Horace, Art poétique, 343-344. Dans l'Art poétique, Horace prône qu'une œuvre littéraire doit joindre l'utile à l'agréable. Voir ici le paragraphe complet.
Dum Roma deliberat Saguntum perit / Dum Romae consulitur, Saguntum expugnatur« Rome délibère quand Sagonte est en péril (ou est conquise). » Formule proverbiale où, souvent, seule la première partie de la phrase est citée (Dum Romae consulitur...), en référence à ceux qui perdent beaucoup de temps en longues consultations et tergiversations, dans un contexte qui exige plutôt des décisions rapides. (Formule incompréhensible hors contexte ; voir ici).
Dum spiro, spero« Tant que je respire, j’espère. » (Attribution fréquente et douteuse à Cicéron. Voir ici des sources possibles de cette locution).
Dum vita est, spes est« Tant qu'il y a de vie, il y a de l'espoir. »
Dum vitant stulti vitia in contraria currunt« Pour fuir un défaut, les maladroits tombent dans le défaut contraire. » Horace, Satires, 1, 2, 24.
Duos habet et bene pendentes !« Il en a deux, et elles pendent bien ! » Formule prétendument utilisée lors de l'intronisation d'un nouveau pape, depuis la Papesse Jeanne, pour vérifier qu'il n'est pas une femme.
Duplex legum incertudino ; altera ubi lex nulla praescribitur, altera ubi ambigua et obscura« L'incertitude de la loi peut avoir deux causes ; dans les deux cas ses dispositions sont inopérantes, qu'elle soit ambiguë ou qu'elle soit obscure. » Adage juridique.
Dura lex, sed lex« La loi est dure, mais c'est la loi. »
Dura mater« Dure-mère. » Anatomie : membrane externe protégeant le cerveau.
Dura necessitas« La dure nécessité. »
Dux bellorum« Chef de guerre. »
Aller à l'index de locutions latines

### Dat veniam corvis, vexat censura columbas
Juvénal, Satires, 2, 63. [Traduction : Jules Lacroix ; Satires de Juvénal et de Perse ; Paris, Firmin Didot, 1846.]
Juvénal, qui écrit entre la fin du Ier siècle et le début du IIe siècle, tempête contre le dépravation de Rome devenue, selon lui, un lupanar.
| SATVRA II : HYPOCRYTAE […] Hister liberto, dederit viuus cur multa puellae. dives erit magno quae dormit tertia lecto. tu nube atque tace : donant arcana cylindros. de nobis post haec tristis sententia fertur ? dat veniam corvis, vexat censura columbas. | SATYRE II : DES HYPOCRITES […] « Hister donne beaucoup à sa femme docile, Et d’un affranchi seul emplit son codicille : On sait pourquoi !… Discrète, elle aura des bijoux, Celle qui veut dormir en tiers près d’un époux… « Sur nous seules pourtant votre censure tombe : Épargnant les corbeaux, elle atteint la colombe ! » |
Retour à la liste des locutions latines

### De profundis
Bible, Psaume 129 (130). [Traduction : Louis Segond, 1910.]
| De profundis clamavi ad te Domine Domine exaudi vocem meam fiant aures tuae intendentes ad vocem deprecationis meae si iniquitates observabis Domine Domine quis sustinebit quia tecum est propitiatio cum terribilis sis sustinui Dominum sustinuit anima mea et verbum eius expectavi anima mea ad Dominum a vigilia matutina usque ad vigiliam matutinam expectet Israel Dominum quia apud Dominum misericordia et multa apud eum redemptio et ipse redimet Israel ex omnibus iniquitatibus eius. | Du profond de l'abîme, je t'invoque, ô Éternel ! Seigneur, écoute ma voix ! Que tes oreilles soient attentives À la voix de mes supplications Si tu gardais le souvenir des iniquités, Éternel, Seigneur, qui pourrait subsister ? Mais le pardon se trouve auprès de toi, Afin qu'on te craigne. J'espère en l'Éternel ; mon âme espère ; Et j'attends Sa promesse. Mon âme compte sur le Seigneur Plus que les gardes ne comptent sur le matin. Israël ! Mets ton espoir en l'Éternel ! Car la miséricorde est auprès de l'Éternel Et la rédemption est auprès de lui en abondance. C'est lui qui rachète Israël De toutes ses iniquités. |
Retour à la liste des locutions latines

### De te fabula narratur
Horace, Satires, 1, 64-79. [Traduction : Ch.-M. Leconte de Lisle (1818-1894) ; Horace, traduction nouvelle ; Paris, A. Lemerre, 1911.]
| Ut quidam memoratur Athenis sordidus ac diues, populi contemnere uoces sic solitus : 'Populus me sibilat, at mihi plaudo ipse domi, simul ac nummos contemplor in arca.' Tantalus a labris sitiens fugientia captat flumina. | Ceci rappelle un certain Athénien avare et riche qui avait coutume de mépriser les cris du peuple : "Le peuple me siffle ; mais moi je m'applaudis à la maison en contemplant mes écus dans mon coffre !" Tantale altéré veut saisir l'eau qui fuit ses lèvres. |
| — Quid rides ? mutato nomine de te fabula narratur : congestis undique saccis indormis inhians et tamquam parcere sacris cogeris aut pictis tamquam gaudere tabellis. Nescis, quo ualeat nummus, quem praebeat usum ? panis ematur, holus, uini sextarius, adde quis humana sibi doleat natura negatis. an uigilare metu exanimem, noctesque diesque formidare malos fures, incendia, seruos, ne te conpilent fugientes, hoc iuuat ? horum semper ego optarim pauperrimus esse bonorum. | — Pourquoi ris-tu ? sous un autre nom c'est de toi que parle la fable. Tu t'endors, la bouche ouverte, sur tes sacs amassés de tous côtés, et tu n'y peux toucher comme s'ils étaient sacrés, et tu n'en peux jouir que comme d'une peinture. Ignores-tu ce que vaut l'argent et à quoi il sert ? Achète un pain, des légumes, un setier de vin, enfin ce dont la nature humaine souffre quand on le lui refuse. Veiller à demi mort de peur, redouter jours et nuits les voleurs, les incendies, ou que tes esclaves te pillent et s'enfuient, cela te plaît-il ? Puissé-je toujours rester très pauvre de ces biens-là ! |
Retour à la liste des locutions latines

### Debellare superbos
Virgile, l’Énéide, 6, 851-852. [Traduction : Université catholique de Louvain.]
| Romane, memento : hae tibi erunt artes; pacisque imponere morem, parcere subiectis, et debellare superbos. | Romain, souviens-toi — ce seront tes arts à toi — de gouverner les nations sous ta loi, d'imposer des règles à la paix, de ménager les vaincus et d'abaisser les superbes. |
Retour à la liste des locutions latines

### Decet imperatorem stantem mori
Suétone, Vie des douze Césars, Vie de Vespasien, 24, 2. [Traduction : Université catholique de Louvain.]
| Consulatu suo nono temptatus in Campania motiunculis levibus protinusque urbe repetita, Cutilias ac Reatina rura, ubi aestiuare quotannis solebat, petit.Hic cum super urgentem valitudinem creberrimo frigidae aquae usus etiam intestina vitiasset, nec eo minus muneribus imperatoriis ex consuetudine fungeretur, ut etiam legationes audiret cubans, aluo repente usque ad defectionem soluta, imperatorem, ait statem mori oportere ; dumque consurgit ac mititur, inter manus sublevantium extinctus est VIIII. Kal. Iul. annum agens aetatis sexagensimum ac nonum, superque mensem ac diem septimum. | Pendant son neuvième consulat, il ressentit, en Campanie, de légères atteintes de fièvre. Il revint aussitôt à Rome, et se rendit à Cutilies et à Réate, où il avait coutume de passer tous les étés. Le mal augmenta par le fréquent usage de l'eau fraîche qui avait affaibli ses entrailles. Il n'en vaquait pas moins aux soins de son empire et donnait même des audiences dans son lit. Mais, saisi tout à coup d'une diarrhée épuisante : Il faut, dit-il, qu'un empereur meure debout et, tandis qu'il faisait un effort pour se lever, il expira entre les bras de ceux qui l'assistaient, le neuvième jour avant les calendes de juillet, âgé de soixante-neuf ans, un mois et sept jours. |
Retour à la liste des locutions latines

### Delicta juventutis meæ
Bible, Vulgate, Psaume 25, 7. [Traduction : Louis Segond, 1910.]
Delicta juventutis meæ est exprimé dans la  Vulgate par le formule : Peccatorum adulescentiae meæ.
| Peccatorum adulescentiae meæ et scelerum meorum ne memineris secundum misericordiam tuam recordare mei propter bonitatem tuam Domine. | Ne te souviens pas des péchés de ma jeunesse ni de mes transgressions. Selon ta miséricorde, souviens-toi de moi à cause de ta bonté, ô Éternel. |
Retour à la liste des locutions latines

### Dente superbo
Horace, Satires, 2, 6, 80-89. [Traduction : Ch.-M. Leconte de Lisle (1818-1894) ; Horace, traduction nouvelle ; Paris, A. Lemerre, 1911.]
| Olim rusticus urbanum murem mus paupere fertur accepisse cauo, ueterem uetus hospes amicum, asper et attentus quaesitis, ut tamen artum solueret hospitiis animum. Quid multa ? neque ille sepositi ciceris nec longae inuidit auenae, aridum et ore ferens acinum semesaque lardi frusta dedit, cupiens uaria fastidia cena uincere tangentis male singula dente superbo, cum pater ipse domus palea porrectus in horna esset ador loliumque, dapis meliora relinquens. | On dit que le rat des champs reçut autrefois le rat de ville dans son pauvre trou : vieil ami et vieil hôte ! Dur à lui-même et soigneux des choses acquises, pour ses hôtes il se relâchait cependant de son esprit étroit. Pour être bref, il ne refusa ni sa réserve de pois chiches ni son avoine allongée, et apportant à la bouche du raisin sec, des bribes de lard à moitié rongées, il cherchait, en variant le souper, à vaincre les dégoûts de celui qui touchait à peine aux choses d'une dent dédaigneuse, tandis que le propre maître de la maison, sur de la paille nouvelle, mangeait l'orge et l'ivraie, laissant les meilleurs mets. |
Retour à la liste des locutions latines

### Desinit in piscem mulier formosa superne
Horace, Art poétique, 4. [Traduction : Université catholique de Louvain.]
| Humano capiti ceruicem pictor equinam iungere si uelit et uarias inducere plumas undique collatis membris, ut turpiter atrum desinat in piscem mulier formosa superne, spectatum admissi, risum teneatis, amici ? | Supposez qu'un peintre ait l'idée d'ajuster à une tête d'homme un cou de cheval et de recouvrir ensuite de plumes multicolores le reste du corps, composé d'éléments hétérogènes; si bien qu'un beau buste de femme se terminerait en une laide queue de poisson. À ce spectacle, pourriez-vous, mes amis, ne pas éclater de rire ? |
Retour à la liste des locutions latines

### Di meliora piis
Virgile, Géorgiques, 3, 498-517. [Traduction : Maurice Rat ; Virgile, Les Bucoliques et les Géorgiques ; Paris, Garnier, 1932.]
| Labitur infelix studiorum atque immemor herbae uictor equus fontisque auertitur et pede terram crebra ferit ; demissae aures, incertus ibidem sudor et ille quidem morituris frigidus ; aret pellis et ad tactum tractanti dura resistit. haec ante exitium primis dant signa diebus : sin in processu coepit crudescere morbus, tum uero ardentes oculi atque attractus ab alto spiritus, interdum gemitu grauis, imaque longo ilia singultu tendunt, it naribus ater sanguis, et obsessas fauces premit aspera lingua. Profuit inserto latices infundere cornu Lenaeos ; ea uisa salus morientibus una. Mox erat hoc ipsum exitio, furiisque refecti ardebant, ipsique suos iam morte sub aegra (di meliora piis, erroremque hostibus illum !) | Il succombe, malheureux, oubliant la gloire et la prairie, le cheval vainqueur ; il se détourne des fontaines, et, du pied, frappe sans cesse la terre ; ses oreilles baissées distillent une sueur incertaine, qui devient froide quand la mort approche; sa peau est sèche, et, rugueuse, résiste à la main qui la touche. Tels sont, les premiers jours, les signes précurseurs de la mort. Mais, si en progressant la recrudescence du mal se fait sentir, alors vraiment les yeux sont enflammés, la respiration tirée du fond de la poitrine, appesantie parfois d'un gémissement ; un long hoquet tend le bas des flancs; un sang noir coule des naseaux ; la langue sèche presse sur la gorge qu'elle assiège. On eut de bons résultats d'abord en introduisant dans leur bouche avec une corne la liqueur lénéenne (c'était en apparence le seul moyen de sauver les mourants) ; mais bientôt ce remède même provoqua leur mort : ranimés, ils brûlaient de toutes les fureurs, et dans les angoisses de la mort (Dieux, inspirez de meilleures pensées à ceux qui sont pieux et réservez cet égarement à vos ennemis !) |
Retour à la liste des locutions latines

### Dies iræ
Séquence de la Liturgie des Morts (Requiem) de l'Église catholique. [Traduction : Louis Segond, 1910.]
| Dies iræ, dies illa, Solvet sæclum in favílla, Teste David cum Sibýlla ! Quantus tremor est futurus, quando judex est venturus, cuncta stricte discussurus ! | Jour de colère, que ce jour-là Où le monde sera réduit en cendres, Selon les oracles de David et de la Sibylle. Quelle terreur nous envahira, lorsque le juge viendra tout examiner implacablement ! |
Retour à la liste des locutions latines

### Difficiles nugae
Martial, Épigrammes, 2, 86. [Traduction : Œuvres complètes de M. V. Martial avec la traduction de MM. V. Verger, N. A. Dubois et J. Mangeart. Nouvelle édition, revue avec le plus grand soin par MM. Félix Lemaistre pour la première partie du tome I et pour le tome II, N. A. Dubois pour la deuxième partie du tome I ; Paris, Garnier Frères Libraires-Éditeurs, 1864.]
| Quid si per gracilis uias petauri inuitum iubeas subire Ladan? Turpe est difficiles habere nugas et stultus labor est ineptiarum. Scribat carmina circulis Palaemon, me raris iuuat auribus placere. | Lada, qui de la course obtient toujours le prix Voudrait-il s'abaisser à franchir le Pétaure ? À pâlir sur des riens l'auteur se déshonore ; Sur des futilités l'esprit se rétrécit, Et dans des jeux d'enfants s'épuise et s'amortit. Qu'un autre pour la foule écrive ses ouvrages ; Moi, des seuls connaisseurs je brigue les suffrages. |
La traduction, ancienne (1864), tentant de conserver la versification, est assez approximative. Les termes cités en italiques se traduisent plus précisément :
Turpe est difficiles habere nugas
Il est honteux de s'appliquer laborieusement à des niaiseries.
Retour à la liste des locutions latines

### Dilige et quod vis fac
Augustin d'Hippone, Iohannis Epistulam ad Parthos tractatus decem, 8.
| Invenimus saevientem hominem factum de caritate ; et blandum factum de iniquitate. Puerum caedit pater, et mango blanditur. Si duas res proponas, plagas et blandimenta ; quis non eligat blandimenta, et fugiat plagas ? Si personas attendas, caritas caedit, blanditur iniquitas. Videte quid commendamus, quia non discernuntur facta hominum, nisi de radice caritatis. Nam multa fieri possunt quae speciem habent bonam, et non procedunt de radice caritatis. Habent enim et spinae flores : quaedam vero videntur aspera, videntur truculenta ; sed fiunt ad disciplinam dictante caritate. Semel ergo breve praeceptum tibi praecipitur : Dilige, et quod vis fac : sive taceas, dilectione taceas ; sive clames, dilectione clames ; sive emendes, dilectione emendes ; sive parcas, dilectione parcas. Radix sit intus dilectionis, non potest de ista radice nisi bonum existere. | Voici un homme que la charité rend féroce ; et un autre que l'iniquité rend excessivement affectueux. Un père bat un garçon et un dépravé le caresse. Si tu considères les deux actions, les coups et les caresses, qui ne choisirait les caresses et ne condamnerait les coups ? Si tu considères les motifs, c'est la charité qui bat et l'iniquité qui caresse. Voilà sur quoi j'insiste : que les actes des hommes soient jugés sur le fondement de la charité. Car beaucoup de choses peuvent être faites qui ont une aimable apparence mais ne procèdent pas de l'amour. Les épines ont aussi des fleurs : certaines actions semblent brutales, violentes quoiqu'elles soient motivées par une discipline à l'aune de la charité. Une fois pour toutes, voici un précepte court : Aime et fais comme bon te semble : si tu tiens à ta tranquillité, par l'amour établis ta tranquillité; si tu pleures, pleure par amour ; si tu corriges, corrige par amour ; si tu économises, économise par amour. De tout fais de l'amour la racine ; de cette racine ne peut croître que le bien. |
Retour à la liste des locutions latines

### Dis aliter visum
Virgile, l’Énéide, 2, 428. [Traduction : Université catholique de Louvain.]
| Ilicet obruimur numero ; primusque Coroebus Penelei dextra diuae armipotentis ad aram procumbit ; cadit et Rhipeus, iustissimus unus qui fuit in Teucris et seruantissimus aequi : dis aliter uisum. | Aussitôt, nous sommes écrasés sous le nombre. Corèbe, le premier, succombe de la main de Pénélée, près de l'autel de la déesse, la puissante guerrière; Rhipée tombe aussi, qui fut juste entre tous, et, parmi les Troyens, le plus grand serviteur de l'équité. Les dieux en jugèrent autrement. |
Retour à la liste des locutions latines

### Disjecti membra poetæ
Horace, Satires, 1, 4, 54-62. [Traduction : Ch.-M. Leconte de Lisle (1818-1894) ; Horace, traduction nouvelle ; Paris, A. Lemerre, 1911.]
| Ergo non satis est puris uersum perscribere uerbis, quem si dissoluas, quiuis stomachetur eodem quo personatus pacto pater. His, ego quae nunc, olim quae scripsit Lucilius, eripias si tempora certa modosque, et quod prius ordine uerbum est posterius facias praeponens ultima primis, non, ut si soluas "Postquam Discordia taetra belli ferratos postis portasque refregit", inuenias etiam disiecti membra poetae ? | Donc il ne suffit pas d'écrire en vers corrects, si, ces vers étant dérangés, le père de théâtre parle comme tout autre père. Si tu ôtes à ce que j'écris, à ce que Lucilius écrivait autrefois, certains temps et mètres, rompant l'ordre des mots, mettant les premiers après et les derniers devant, tu ne produiras pas de meilleur effet que si tu changeais ceci : "Quand la noire Discorde rompit les montants de fer des portes de la guerre". Retrouverais-tu les membres du poète dispersé ? |
Retour à la liste des locutions latines

### Dolus an virtus quis in hoste requirat?
Virgile, l’Énéide, 2, 385-390. [Traduction :Université catholique de Louvain.]
Virgile décrit ici la résistance des Troyens face aux Grecs.
| Adspirat primo fortuna labori. Atque hic successu exsultans animisque Coroebus, « O socii, qua prima » inquit « fortuna salutis monstrat iter, quoque ostendit se dextra, sequamur mutemus clipeos, Danaumque insignia nobis aptemus : dolus an uirtus, quis in hoste requirat ? Arma dabunt ipsi. » Sic fatus, deinde comantem Androgei galeam clipeique insigne decorum induitur, laterique Argiuum accommodat ensem. | Le bon vent de la Fortune souffle sur notre premier engagement. Lors devant ce succès, Corèbe en son cœur exulte et dit : « Mes amis, pour la première fois, la Fortune nous montre une voie de salut, elle se montre bienveillante, suivons-la sur cette voie : échangeons nos boucliers et arborons les insignes des Danaens. Est-ce ruse ou bravoure ? Qui s'en soucierait devant un ennemi ? Eux-mêmes nous donneront des armes. » Après avoir ainsi parlé, il revêt le casque à panache d'Androgée, son beau bouclier ciselé, et à son flanc il attache une épée argienne. |
Retour à la liste des locutions latines

### Ducunt volentem fata, nolentem trahunt
Sénèque, Lettre à Lucilius, 16, 107, 11. [Traduction : M. Charpentier, M. Lemaistre ; Œuvres de Sénèque le Philosophe avec la traduction française de la Collection Panckoucke, tome I ; Paris, Garnier, 1860.]
| Duc, o parens celsique dominator poli, quocumque placuit: nulla parendi mora est ; adsum inpiger. Fac nolle, comitabor gemens malusque patiar facere quod licuit bono. Ducunt uolentem fata, nolentem trahunt. | Guide-moi, mon père, ô toi qui régis le ciel élevé, j'obéis sans délai : je suis prêt. Si tes ordres contrarient mes désirs, je te suivrai en gémissant ; méchant, je dois au moins souffrir ce que l'homme de bien a pu souffrir. Les destins conduisent celui qui se soumet à leurs arrêts ; ils entraînent celui qui résiste. |
Retour à la liste des locutions latines

### Dulce et utile
Horace, Art poétique, 41-344. [Traduction : Université catholique de Louvain.]
| Centuriae seniorum agitant expertia frugis, celsi praetereunt austera poemata Ramnes. Omne tulit punctum qui miscuit utile dulci, lectorem delectando pariterque monendo; | Les vieillards ne veulent pas d'un poème sans enseignement moral ; les chevaliers dédaigneux ne vont pas voir un drame trop austère. Mais il obtient tous les suffrages celui qui unit l'utile à l'agréable, et plaît et instruit en même temps ; son livre enrichit. |
Retour à la liste des locutions latines

### Dum Roma deliberat Saguntum perit / Dum Romae consulitur, Saguntum expugnatur
Tite-Live,  Ab Urbe Condita,  XXI,7. [Traduction :Université catholique de Louvain ,.] La citation exacte est en fait une phrase qui n'est pas prononcée par les ambassadeurs de Sagonte pour demander l'aide de Rome pour repousser le siège qu'en 219 av. J.-C. le général carthaginois Hannibal Barca avait mis sur la ville, mais c'est le commentaire amer de Tite-Live sur la situation.

| Dum ea Romani parant consultantque, iam Saguntum summa vi oppugnabatur. | Tandis qu'à Rome on se prépare et l'on délibère, déjà Sagonte était attaquée avec la plus grande vigueur. |
Rome a tergiversé, de sorte qu'après huit mois de combats, la ville s'est rendue et Hannibal l'a rasée. Cette attaque fut le casus belli de la deuxième guerre punique.

Le cardinal Salvatore Pappalardo cite cette phrase historique le 5 septembre 1982 lors de l'homélie des funérailles du général Carlo Alberto dalla Chiesa, assassiné le 3 septembre par la Mafia, et plus spécifiquement Cosa nostra contre laquelle il est chargé de lutter en tant que préfet de Palerme, faisant ainsi forte impression : avec elle, le cardinal veut exhorter à une plus grande vigilance et présence de l'État, dans le contexte dramatique des nombreux meurtres des dernières années .
Retour à la liste des locutions latines

### Dum spiro, spero
La formule Dum spiro spero n'a pas été trouvée jusqu'ici en l'état dans les œuvres de Cicéron. Toutefois, on trouve dans Cicéron et dans Sénèque des textes de sens voisin qui auraient pu inspirer cette formule :
- Dans Cicéron :

Ut aegroto, dum anima est, spes esse dicitur; sic ego, quoad Pompeius in Italia fuit, sperare non destiti. « Comme on dit qu'un malade n'est pas désespéré tant qu'il a un souffle de vie, de même tant que Pompée a été en Italie, j'ai eu quelque espérance de paix. »
Cicéron, Lettres à Atticus, IX, 10, 3. Traduction : Université catholique de Louvain
- Dans Sénèque :

Itaque effeminatissimam uocem illius Rhodii existimo, qui cum in caueam coniectus esset a tyranno et tamquam ferum aliquod animal aleretur, suadenti cuidam ut abstineret cibo, “omnia” inquit “homini, dum uiuit, speranda sunt”. « Aussi regardé-je comme une lâcheté indigne le mot de ce Rhodien, qui, ayant été jeté par un tyran dans une fosse où on le nourrissait comme une bête farouche, répondit à quelqu'un qui lui conseillait de se laisser mourir de faim: “L'homme qui vit est en droit de tout espérer.” » Sénèque, Lettres à Lucillius, Lettre 70, 6. Traduction : Université catholique de Louvain.
Retour à la liste des locutions latines